# Перерва Антоніна Іванівна
Антоніна Іванівна Перерва (? — ?) — українська радянська діячка, новатор виробництва, вальцівниця стану холодного прокату цеху № 2 Нікопольського південнотрубного заводу Дніпропетровської області. Депутат Верховної Ради УРСР 6-го скликання.

## Біографія
З 1950-х років — вальцівниця стану холодного прокату цеху № 2 Нікопольського південнотрубного заводу Дніпропетровської області.

## Нагороди
- ордени
- медалі